# Силікатна промисловість
Силікатна промисловість — галузь промисловості яка займається переробкою сполук кремнію. Головними підгалузями силікатної промисловості є виробництво кераміки, скла та цементу. В свою чергу головними галузями кераміки є виробництво будівельних матеріалів — цегли, труб, облицювальної плитки тощо, та виробництво предметів побуту — головно посуду та сантехніки. Скло має широке використання в багатьох галузях, а цемент є поруч зі сталлю основою сучасної архітектури. Силікатна промисловість в цілому є зараз основною галуззю у виробництві будівельних матеріалів.
Сировиною для силікатної промисловості є осадові породи які є перехідними від вапняків та доломітів до глин і вміщують 50-80 % карбонату кальцію та магнію, 20-50 % глинисто-піщаного матеріалу, вапняку, крейди, доломіту, кварцового піску, туфу, трепелу, кварциту, польових шпатів, нефеліну тощо.